# Tine Debeljak (mlajši)
Tine Debeljak, slovenski pesnik, publicist in urednik, * 25. avgust 1936, Ljubljana, † 10. marec 2013, Buenos Aires, Argentina.
Debeljak, sin Tineta Debeljaka in Vere Remec, je leta 1954 maturiral na Klasični gimnaziji v Ljubljani in se nato preselil v Argentino. V Buenos Airesu je študiral matematiko. Kasneje je poučeval matematiko in slovenščino v slovenskem srednješolskem tečaju, nato pa se je posvetil publicistiki. Leta 1984 je postal glavni urednik časopisa Svobodna Slovenija. Prvo pesniško zbirko Homo viator (Buenos Aires, 1965) je objavil v skupni knjigi Pesmi iz pampe s slovenskim pesnikom Vinkom Rodetom, ki prav tako živi v Argentini. V zbirki so zbrane pesmi z osrednjim motivom pamp, okrog katerega se nizajo razpoloženjska, ljubezenska in eksistencialna odslikavanja. V drugi zbirki Prsti časa (Buenos Aires, 1986) je poglobil bivanjska vprašanja, hkrati pa odprl dimenzijo iracionalnosti. Debeljakove pesmi se stilno ves čas gibljejo na območju modernistične poetike ter ohranjajo svobodno pesniško obliko.
Debeljak je bil zelo dejaven tudi kot publicist. Članke o aktualnih zlasti zdomskih družbenih in političnih vprašanjih ter zapise o pomembnih osebnostih iz zdomstva je objavljal v argentinskih glasilih Svobodna Slovenija, Zbornik Svobodne Slovenije, Duhovno življenje in Meddobje.
Poročen je bil s Katico Cukjati.